# Fraktflygplan
- Övre vänster: Fraktflygplan typ Boeing 747.
- Övre höger: Fraktflygplan typ Antonov An-72.
- Undre vänster: Fraktflygplan typ Iljusjin Il-76.
- Undre höger: Fraktflygplan typ Antonov An-26.

Fraktflygplan, godsflygplan, lastflygplan, transportflygplan etc, är flygplan som används för att frakta gods. De används i många sammanhang istället för båtar, tåg eller lastbilar för att de är snabbare eller för att de är det enda sättet att frakta gods till vissa ställen.
När jetflygplanen slog igenom på allvar vid 1950-talets slut var det till en början främst elektronik som lönade sig att skicka med flygplan. Därefter har priserna sjunkit, och även andra varor skickas numera ofta med flyg.